# Lonchura maja
Lonchura maja е вид птица от семейство Estrildidae.

## Разпространение
Видът е разпространен във Виетнам, Индонезия, Малайзия, Сингапур и Тайланд.